# Petter Wastå
Petter Wastå (16 februari 1976) is een voormalig Zweedse voetbaldoelman. Het grootste deel van zijn carrière speelde hij voor Kalmar FF. De doelman tekende in 2004 zijn eerste contract in de Zweedse kustplaats. In 2012 zette hij bij Kalmar FF een punt achter zijn carrière.

## Carrière
In 1994 tekende Wastå zijn eerste contract bij Kalmar FF. De eerste twee jaar in Kalmar hield hij vooral de bank warm. Dat veranderde vanaf het seizoen 1996. Wastå kreeg zijn kans en greep die met beide handen aan. Tot 2010 bleef hij de onbetwiste nummer één in het doel van Kalmar FF. Vervolgens gaf trainer Nanne Bergstrand de voorkeur aan de jongere Etrit Berisha.
De doelman maakte hoogte- en dieptepunten met de ploeg uit Zuid-Oost Zweden mee. Zo promoveerde hij in 2001 met zijn team naar de Allsvenskan en degradeerde een seizoen later naar de Superettan. Weer een jaar later werd Wastå met Kalmar kampioen op het tweede niveau en volgde andermaal promotie. De grootste successen vierde Wastå in 2007 en 2008. In 2007 won Wastå met Kalmar de Zweedse beker en in 2008 was de doelman een van de steunpilaren in het elftal dat Kalmar aan de eerste landstitel in de clubhistorie hielp. In hetzelfde jaar verloor Kalmar de Zweedse bekerfinale.

## Erelijst
- Kampioen Superettan met Kalmar FF (2001, 2003)
- Winnaar Zweedse beker met Kalmar FF (2007)
- Landskampioen van Zweden met Kalmar FF (2008)
- Winnaar Zweedse Supercup met Kalmar FF (2009)